# Albert Vael

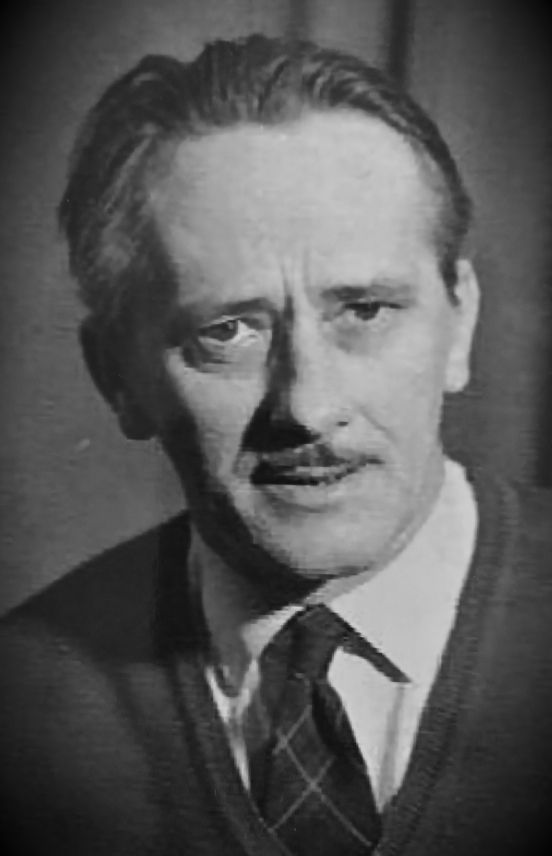
Albert Vael

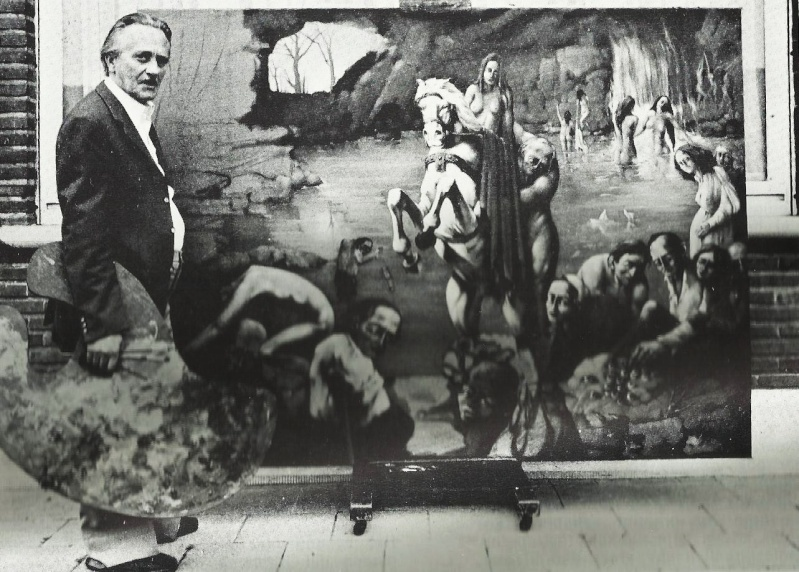
Albert Vael voor zijn atelier in Sint-Niklaas

Albert Vael (Sint-Niklaas, 17 december 1914 – aldaar, 5 mei 1981) was een Belgisch kunstschilder, pastellist, fotograaf en maker van korte films.

## Levensloop
Hij werd geboren in een arbeidersgezin in de wijk Tereken en werd op jonge leeftijd gestimuleerd om een artistieke opleiding te volgen. Hij volgde les aan de Stedelijke Academie voor Schone Kunsten in Sint-Niklaas en de Sint-Lucasschool (Gent). 
Aanvankelijk werkte hij vooral als fotograaf. In de Stationsstraat van Sint-Niklaas baatte hij een fotostudio uit. Hij was ook actief in een hobbyclub met het maken van fotoreportages en korte films.
Op latere leeftijd ging hij zich volledig toeleggen op de schilderkunst. Naast schilderijen maakte hij ook pasteltekeningen.
Hij overwinterde vaak op het eiland Tenerife om te werken aan grote schilderijen. 
Als lid van het Vrije Kunstsalon (opgericht door collega-kunstschilder Luc Heirbaut uit Nieuwkerken) stelde hij regelmatig tentoon in het Waasland. Maar zijn werk was ook te zien op andere plaatsen in binnen- en buitenland. Tijdens zijn laatste levensjaren opende hij vaak de deuren van zijn atelier in Sint-Niklaas.

## Stijl
Zijn stijl situeert zich zowel in het fantastisch realisme als in het surrealisme. Hij werd door een kunstkenner de "Wase Dali" genoemd. Zijn schilderstijl was meeslepend, verrassend en zeer persoonlijk.
Zelf omschreef de kunstenaar zijn werk als scheppingen van het "Vaelisme", bewust als hij blijkbaar was van de authenticiteit van zijn schilderijen.

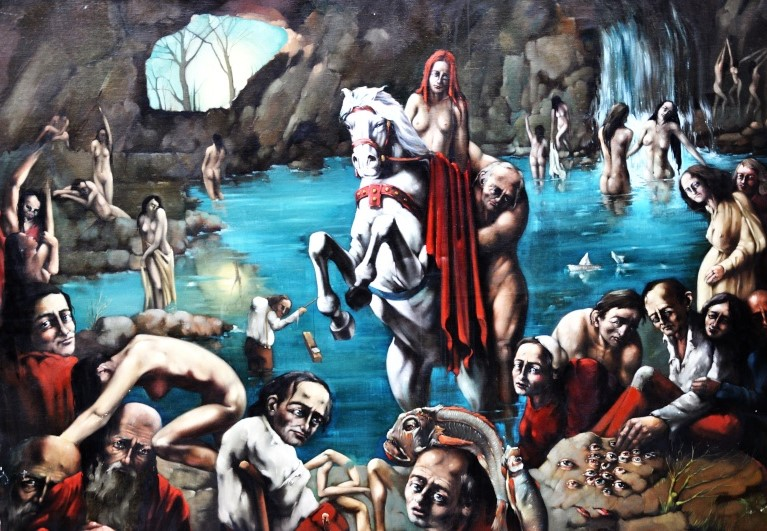

De krant De Voorpost van 29 augustus 1975 omschrijft het zo:
"Uit een jarenlange confrontatie met een afwisselende en fascinerende thematiek rondom vooral de gedragingen van de moderne mens in onze complexe en kunstmatige samenleving, groeide een uniek oeuvre dat ook zeer apart staat van wat men in de kunstgalerijen aantreft.
Via zijn kunst stelt de schilder zich maatschappijkritisch op en uit hij zijn mening op een ongedrapeerde wijze. Hij maakt kunst met meer dan de bedoeling van kunst te maken."

## Prijs
Hij werd bekroond met de prijs Jozef Horenbant van de Stedelijke Academie.

## Privé
Hij was gehuwd, vader van drie kinderen en grootvader van vijf kleinkinderen.
- RKD-Nederlands Instituut voor Kunstgeschiedenis: 94069